# 2003年刑事司法法令
《2014年刑事司法法令》（亦有译作《刑事审判法》）（c.44） 是英国议会颁布的的一项法令，它适用范围广泛，意在使英格兰和威尔士（其次是苏格兰和北爱尔兰）的刑事司法系统的大部分领域实现现代化。
它修订了有关警察权力、保释、披露等内容。